# Tomaso Albinoni
Tomaso Giovanni Albinoni (Veneza, 8 de junho de 1671 – Veneza, 17 de janeiro de 1751) foi um compositor barroco vêneto, nascido na República de Veneza. Famoso em sua época como compositor de óperas, atualmente é mais conhecido por sua música instrumental, parte da qual é regularmente regravada. Massificou sua música, mas graças a seu talento melódico e estilo pessoal foi tão popular na época quanto Arcangelo Corelli e Antonio Vivaldi.

## Biografia
Nascido em Veneza, filho de Antonio Albinoni, um rico comerciante de papel, estudou violino e canto. Relativamente pouco se sabe sobre sua vida, o que é surpreendente, considerando sua estatura contemporânea como compositor e o período comparativamente bem documentado em que viveu. Em 1694 dedicou o seu Opus 1 ao conterrâneo Cardeal Pietro Ottoboni (sobrinho-neto do Papa Alexandre VIII). Sua primeira ópera, Zenóbia, regina de Palmireni, foi produzida em Veneza em 1694. Albinoni foi possivelmente empregado em 1700 como violinista de Carlos IV, Duque de Mântua, a quem dedicou sua coleção Opus 2 de peças instrumentais. Em 1701 ele escreveu suas suítes extremamente populares Opus 3, e dedicou essa coleção a Fernando de Médici, Grão-Príncipe da Toscana.
Em 1705, casou-se com Margherita Rimondi; Antonino Biffi, o maestro di cappella de San Marco era uma testemunha, e evidentemente era um amigo de Albinoni. Albinoni parece não ter outra ligação com esse estabelecimento musical primário em Veneza, no entanto, e alcançou sua fama inicial como compositor de ópera em muitas cidades da Itália, incluindo Veneza, Gênova, Bolonha, Mântua, Udine, Piacenza e Nápoles. Durante este tempo, ele também estava compondo música instrumental em abundância: antes de 1705, ele escreveu principalmente sonatas em trio e concertos para violino, mas entre então e 1719 ele escreveu sonatas solo e concertos para oboé.
Ao contrário da maioria dos compositores contemporâneos, ele parece nunca ter procurado um cargo em uma igreja ou corte nobre, mas então ele tinha meios independentes e podia se dar ao luxo de compor música de forma independente. Em 1722, Maximiliano II Emanuel, Eleitor da Baviera, a quem Albinoni havia dedicado um conjunto de doze concertos, convidou-o para dirigir duas de suas óperas em Munique.
Por volta de 1740, uma coleção de sonatas para violino de Albinoni foi publicada na França como uma obra póstuma, e os estudiosos presumiram que isso significava que Albinoni havia morrido naquela época. No entanto, parece que ele viveu em Veneza na obscuridade; um registro da paróquia de San Barnaba indica que Tomaso Albinoni morreu em Veneza, em 1751, de diabetes mellitus. Ele tinha 79 anos.

## Música e influência
Albinoni foi um dos primeiros compositores a escrever concertos para violino solo. Sua música instrumental atraiu a atenção de Johann Sebastian Bach, que escreveu pelo menos duas fugas sobre temas de Albinoni (Fuga sobre um tema de Albinoni em lá, BWV950, Fuga sobre um tema de Albinoni em si menor, BWV951) e constantemente usava seus baixos como exercícios de harmonia para seus pupilos.
Grande parte do trabalho de Albinoni foi perdido na Segunda Guerra Mundial, com a destruição da Biblioteca Estadual da Saxônia, durante o bombardeio de Dresden, em fevereiro de 1945. Por isso, pouco se sabe sobre seu trabalho a partir de meados da década de 1720.
Quanto ao famoso "Adágio de Albinoni" (Adágio em sol menor para violino, cordas e órgão, T. Mi 26), que tornou Albinoni conhecido do grande público, aparentemente não foi escrito por ele. Trata-se de uma "reconstrução" de 1945, feita por Remo Giazotto, musicólogo e autor de uma biografia do compositor. Pouco depois da Segunda Guerra, Giazotto alegou ter recebido da Biblioteca Estadual da Saxônia, em Dresden, um fragmento manuscrito, que fora encontrado entre as ruínas do prédio, e que, segundo o musicólogo, seria parte do movimento adagio de uma sonata da chiesa (possivelmente a Op.4), composta por Albinoni por volta de 1708. Giazotto, que afirmava ter reconstituído a obra, registrou-a posteriormente em seu nome para efeito de direitos autorais, publicando-a em 1958. Porém, ele nunca publicou o tal fragmento de Albinoni. A composição integra a trilha sonora do premiado filme Gallipoli, de 1981, sobre a campanha de mesmo nome, empreendida na Turquia, durante a Primeira Guerra Mundial.

## Obras
Albinoni compôs cerca de oitenta óperas, das quais 28 foram produzidas em Veneza entre 1723 e 1740, das quais não resta quase nada. Aproximadamente setenta dessas partituras foram destruídas durante o bombardeio a Dresden. Sabe-se entretanto que, nos anos 1720, suas óperas eram frequentemente representadas fora da Itália, principalmente em Munique. Além de trinta cantatas, das quais só uma foi publicada (Amsterdam, c. 1701), o que chegou até a nossa época foi sua obra instrumental, que havia sido impressa, e na qual se destacam os seus concertos para oboé.
- Op. 1: 12 Suonate a tre, publicadas em Veneza, 1694;
- Op. 2: 6 Sinfonias & 6 concertos a cinque, opus 2, publicadas em Veneza, 1700;
- Op. 3: 12 Baletti a tre, publicadas em Veneza, 1701;
- Op. 4: 6 Sonate da chiesa para violino e baixo contínuo, publicadas por Roger, Amsterdam c. 1709;
- Op. 5: 12 Concerti a cinque (e baixo contínuo), publicadas em Veneza, 1707;
- Op. 6: 12 Trattenimenti armonici per camera para violino, violone e cravo, publicados em Amsterdam, c. 1712;
- Op. 7: 12 Concerti a cinque para violino solo (n° 1, 4, 7, 10), dois oboés (n° 2, 5, 8, 11) ou oboé solo (n° 3, 6, 9, 12) e cordas, publicados em Amsterdam, 1715;
- Op. 8: 6 Balletti e 6 Sonate a tre, publicados em Amsterdam, 1722;
- Op. 9: 12 Concerti a cinque, opus 9 para violino solo (nº 1, 4, 7, 10), oboé solo (nº 2, 5, 8, 11) ou dois oboés (nº 3, 6, 9, 12) e cordas, publicados em Amsterdam, 1722;
- Op. 10: 12 Concerti a cinque para três violinos, alto, violoncelo e contínuo, publicados em Amsterdam, 1735-36 (?).

Há também cerca de vinte outras composições, sem número de opus, a maior parte ainda na forma de manuscritos.